# Gabinete João Alfredo
O Gabinete João Alfredo foi o ministério formado pelo Partido Conservador em 10 de março de 1888 e dissolvido em 7 de junho de 1889. Foi chefiado por João Alfredo Correia de Oliveira, sendo o 31º gabinete do Império do Brasil após o estabelecimento do Decreto n.º 523 de 1847. Foi antecedido pelo Gabinete Cotegipe e sucedido pelo Gabinete Ouro Preto.

## Contexto

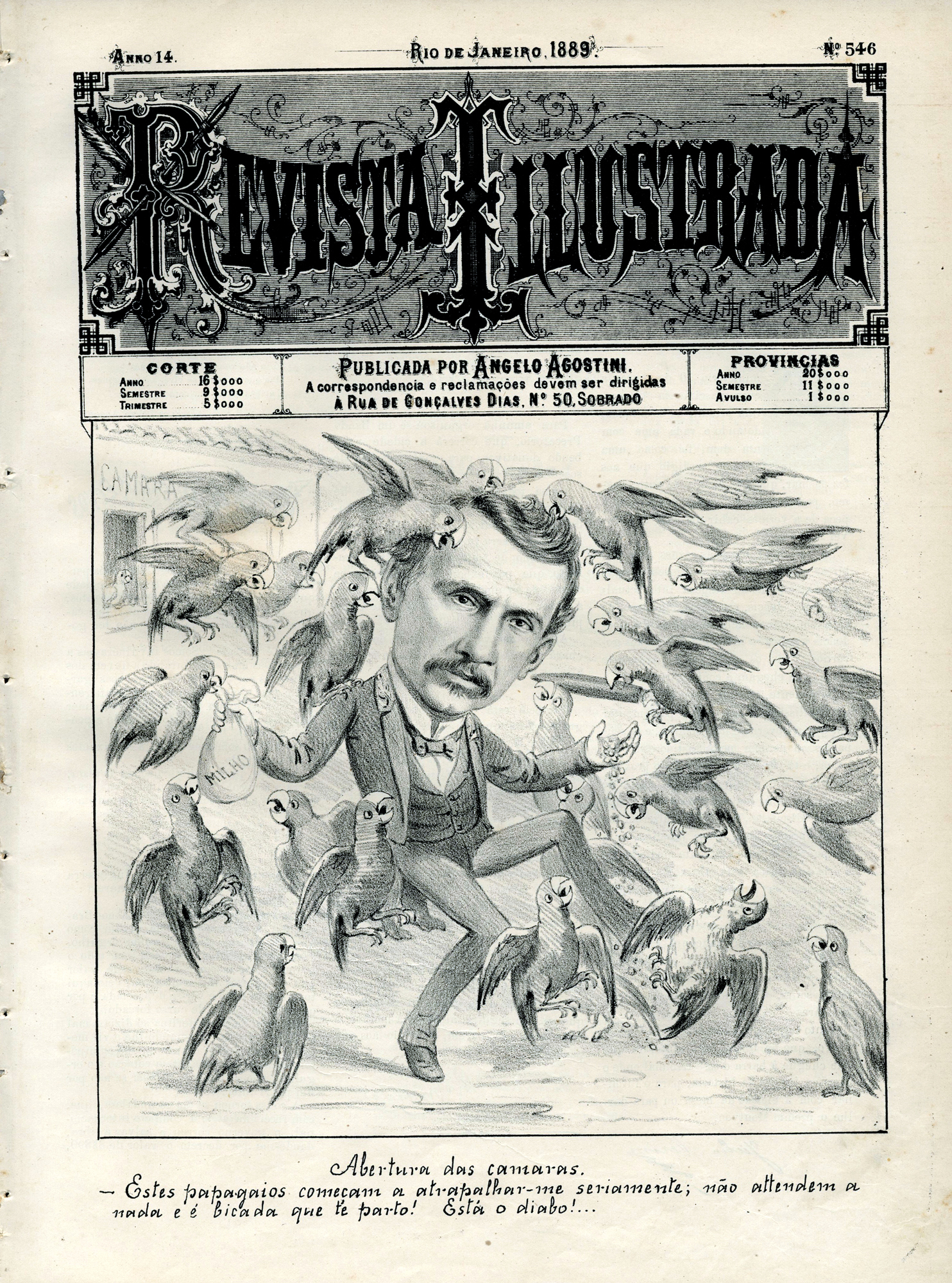
Charge a respeito da gestão João Alfredo (Revista Illustrada, 1889).

Segundo Sérgio Buarque de Holanda (2004):
Reabrindo-se a Câmara em 1888 estava-se diante de uma situação de fato: João Alfredo, que a chamado da Regente organizara um novo ministério, anunciava a apresentação da proposta do Poder Executivo para que se convertesse em lei a extinção imediata e incondicional da escravidão.
Segundo, ainda, José Murilo de Carvalho (2007):
A princesa pressionou Cotegipe a agir. O matreiro político, que não queria saber do assunto, fazia-se de desentendido, procrastinava. Em março de 1888, nova questão militar deu a Isabel um pretexto para se livrar do presidente do Conselho. Chamou João Alfredo, igualmente conservador, mas abolicionista, que em tempo recorde, fez aprovar o projeto no Congresso. Dessa vez, não houve oposição, à exceção de uns poucos deputados fluminenses. A oposição era inútil, pois, como observou Cotegipe, a abolição já estava feita nas ruas, revolucionariamente. A Lei Áurea foi a mais importante e mais curta da história do país.

## Composição
O gabinete foi composto da seguinte forma:
- Presidente do Conselho de Ministros: João Alfredo Correia de Oliveira.
- Ministro dos Negócios do Império: José Fernandes da Costa Pereira Júnior; substituído em 4 de janeiro de 1889 por Antônio Ferreira Viana.
- Ministro da Justiça: Antônio Ferreira Viana; substituído em 4 de janeiro de 1889 por Francisco de Assis Rosa e Silva.
- Ministro dos Estrangeiros: Antônio da Silva Prado; substituído em 27 de junho de 1888 por Rodrigo Augusto da Silva.
- Ministro da Fazenda: João Alfredo Correia de Oliveira.
- Ministro da Marinha: Luís Antônio Vieira da Silva; em 4 de janeiro de 1889 substituído interinamente por Tomás José Coelho de Almeida, que serviu até 8 de fevereiro, data em que apresentou-se Joaquim Elísio Pereira Marinho, Barão de Guaí, nomeado em 4 de janeiro do mesmo ano.
- Ministro da Guerra: Tomás José Coelho de Almeida.
- Ministro da Agricultura, Comércio e Obras Públicas: Rodrigo Augusto da Silva; substituído em 27 de junho de 1888 por Antônio da Silva Prado, que obteve licença em 5 de janeiro de 1889, data em que foi nomeado para substitui-lo Rodrigo Augusto da Silva, que serviu até 7 de junho de 1889, visto ter o conselheiro Antônio da Silva Prado se retirado do ministério.

## Programa de governo

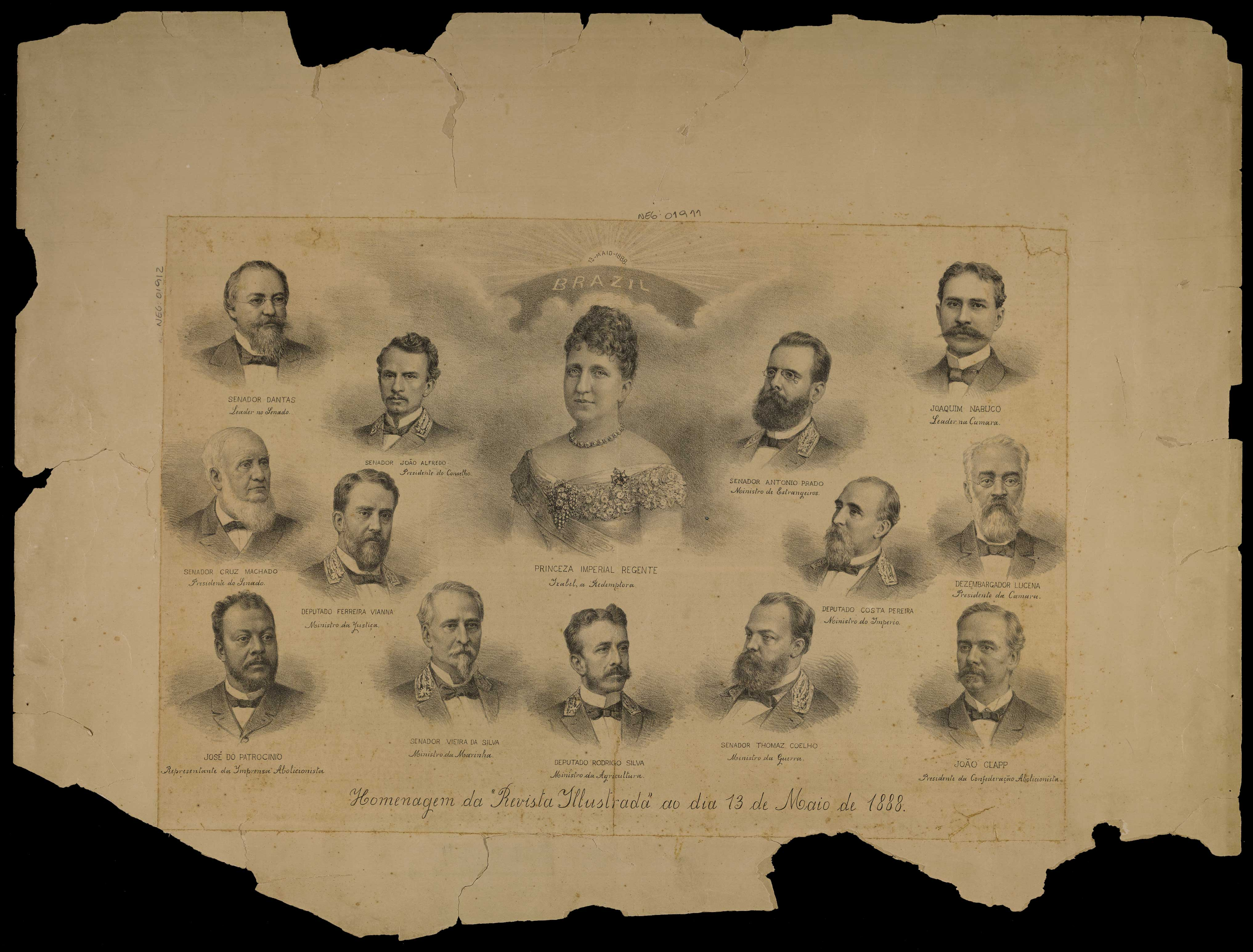
Imagem comemorativa à Lei Áurea, aprovada pelo Gabinete João Alfredo em 1888 (Revista Illustrada).

Segundo o Presidente do Conselho de Ministros (1888):
Direi somente que o ministério, se tiver o apoio do parlamento, há de esforçar-se quanto for possível para que esse programa se converta em realidade, e sobretudo para que se efetue quanto antes a reforma do elemento servil, que é a aspiração nacional, e que o gabinete tem empenho em fazer tão perfeita quanto a opinião pública a indica e quer. Amanhã será apresentada a proposta do Poder Executivo, para que se converta em lei a extinção imediata e incondicional da escravidão no Brasil.
O gabinete apresentou o seguinte programa de governo:
- Abolir de forma imediata e incondicional o elemento servil.

## Legislação aprovada

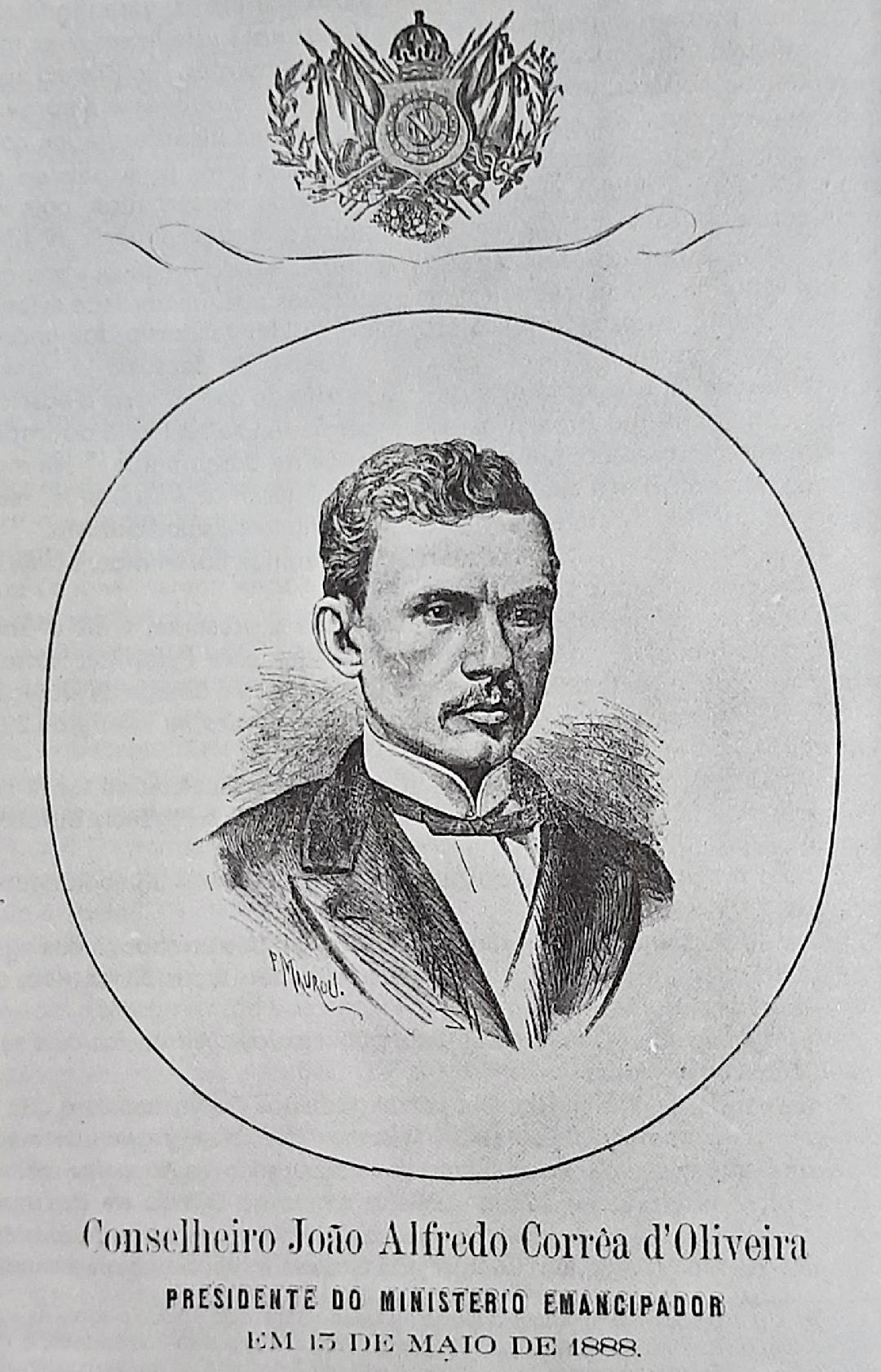
Imagem comemorativa ao Conselheiro João Alfredo, Presidente do Ministério Emancipador.

O gabinete aprovou a seguinte legislação:
- Lei nº 3.353 de 13 de maio de 1888: Lei Áurea, assim concebida:

1. Art. 1º - É declarada extinta, desde a data desta lei, a escravidão no Brasil.
2. Art. 2º - Revogam-se as disposições em contrário.

- Decreto nº 3.356 de 6 de junho de 1888: Autoriza o governo a mandar contar antiguidade de posto, desde a data das respectivas comissões, aos oficiais do Exército promovidos em comissão por atos de bravura, na Guerra do Paraguai.
- Decreto nº 3.358 de 30 de junho de 1888: Dispõe sobre a aposentação dos magistrados, a que se refere o Decreto nº 3.369 de 9 de outubro de 1886.
- Decreto nº 3.382 de 20 de outubro de 1888: Reduz o imposto que as ordens terceiras do Império pagam pelos prédios que constituem o patrimônio de seus hospitais.
- Lei nº 3.394 de 24 de novembro de 1888: Reorganiza a Escola Naval (vid. Decreto n.º 10.201 de 9 de março de 1889).
- Decreto nº 3.403 de 24 de novembro de 1888: Permite às companhias anônimas, que se propuserem a fazer operações bancárias, emitir, mediante certas condições, bilhetes ao portador e à vista, convertíveis em moeda corrente, etc.
- Decreto nº 9.912 A de 26 de março de 1888: Reforma os correios do Império.
- Decreto nº 9.916 de 4 de abril de 1888: Cria a Repartição Central Meteorológica e manda executar o regulamento que a deve reger.
- Decreto nº 9.927 de 11 de abril de 1888: Regula a cobrança, das taxas das análises dos exames feitos no laboratório de higiene.
- Decreto nº 9.042 de 25 de abril de 1888: Reorganiza o Museu Nacional.
- Decreto nº 9.945 de 2 de maio de 1888: Altera o regulamento do Asilo dos Meninos Desvalidos.
- Decreto nº 9.981 de 12 de julho de 1888: Altera o plano de uniforme do estado-maior general do Exército.
- Decreto nº 9.985 de 18 de julho de 1888: Cria um consulado privativo em Las Palmas, na Grã-Canária.
- Decreto nº 9.992 de 8 de agosto de 1888: Promulga o ajuste celebrado entre o Brasil e a Grã-Bretanha em 30 de janeiro de 1888 para a entrega de desertores de navios mercantes.
- Decreto nº 10.015 de 18 de agosto de 1888: Reorganiza as forças arregimentadas do Exército.
- Decreto nº 10.044 de 22 de setembro de 1888: Fixa o dia em que deve começar a ter execução em todo o Império o regulamento do registro civil.
- Decreto nº 10.060 de 13 de outubro de 1888: Dá novo regulamento à Escola Normal da Corte.
- Decreto nº 10.066 de 20 de outubro de 1888: Dá nova organização ao conselho de compras da Marinha, revogando os decretos nºs 2.108 de 20 de fevereiro de 1858 e 2.545 de 3 de março de 1860.
- Decreto nº 10.097 de 1 de dezembro de 1888: Eleva a 30 o número dos batalhões da arma de infantaria do Exército.
- Decreto nº 10.100 de 1 de dezembro de 1888: Aprova o novo regulamento para concessão de engenhos centrais destinados ao fabrico de açúcar de cana.
- Decreto nº 10.106 de 10 de dezembro de 1888: Concede ao Barão de Jaceguai ou à empresa que organizar, estabelecer e custear duas linhas de paquetes à vapor entre o Porto de Santos e os de Hamburgo e Gênova.
- Decreto nº 10.109 de 10 de dezembro de 1888: Aprova os planos dos edifícios que Arthur Sauer tem de construir para habitação de operários e classes pobres.
- Decreto nº 10.129 de 22 de dezembro de 1888: Regula a execução do disposto no Art. 1º da Lei nº 2.033 de 20 de setembro de 1871.
- Decreto nº 10.144 de 5 de janeiro de 1889: Regula a execução do Decreto nº 3403 de 24 de novembro de 1888, sobre os bancos de emissão (vid. Decreto nº 10.262 de 6 de julho de 1889).
- Decreto nº 10.145 de 5 de janeiro de 1889: Regula o modo de custear o exercício e dá providências sobre a liquidação e pagamento das dívidas de exercícios findos.
- Decreto nº 10.165 de 12 de janeiro de 1889: Declara que as companhias anônimas que se propõem a fins industriais agrícolas, como as de engenhos centrais, não carecem de autorização do governo para se reorganizarem (vid. o nº 3, §2º, Art. 1º da Lei nº 3.150 de 4 de novembro de 1882).
- Decreto nº 10.168 de 12 de janeiro de 1889: Declara de utilidade pública a desapropriação das águas do rio São Pedro e de seus afluentes para a execução do plano das obras complementares do abastecimento de água à capital do Império.
- Decreto nº 10.176 de 26 de janeiro de 1889: Declara de utilidade pública a desapropriação das águas do Três Rios, para o abastecimento de água à capital do Império.
- Decreto nº 10.177 de 1 de fevereiro de 1889: Cria uma escola militar na província do Ceará (de conformidade com o Art. 6º, nº 5 da Lei nº 3.397 de 24 de novembro de 1888).
- Decreto nº 10.178 de 1 de fevereiro de 1889: Abre um crédito extraordinário de 130:000$ para as despesas com a comissão exploradora das missões.
- Decreto nº 10.181 de 9 de fevereiro de 1889: Abre ao Ministério dos Negócios do Império um crédito extraordinário de 5.000:000$ para ocorrer às despesas imprevistas e urgentes com o auxílio às populações vítimas da seca, etc., com o atual estado sanitário da capital do Império, que exige o pronto estabelecimento de um serviço hospitalar completo de terra e reforma de idêntico serviço no porto, etc., e com o começo de execução de obras para o saneamento sistemático e preservativo da capital.
- Decreto nº 10.188 de 17 de fevereiro de 1889: Promulga a convenção formada em Bruxelas em 15 de março de 1886 entre o Brasil e outros Estados para a troca de documentos oficiais e publicações científicas e literárias.
- Decreto nº 10.189 de 17 de fevereiro de 1889: Promulga a convenção firmada em Bruxelas entre o Brasil e outros Estados para a troca imediata do Jornal Oficial e dos anais e documentos parlamentares.
- Decreto nº 10.197 de 2 de março de 1889: Determina para o melhoramento do meio circulante que não se cobre taxa sobre a cunhagem do ouro.
- Decreto nº 10.202 de 9 de março de 1889: Aprova o regulamento para o Imperial Colégio Militar, instituto de instrução e educação militar, destinado a receber, gratuitamente, os filhos dos oficiais efetivos, reformados e honorários do Exército e da Armada; e mediante contribuição pecuniária alunos procedentes de outras classes sociais.

- Decreto nº 10.203 de 9 de março de 1889: Aprova o regulamento para as escolas do Exército. O Art. 1º do título desse regulamento diz assim:

1. “A instrução militar teórica e prática será prestada aos oficiais e praças do Exército nos seguintes estabelecimentos:
2. 1º Depósitos de instrução;
3. 2º Escolas regimentais;
4. 3º Escolas militares, compreendendo cada uma delas curso preparatório;
5. 4º Escolar superior de guerra, com os cursos da artilharia, estado-maior e engenharia militar;
6. 5º Escolas de tiro, para a prática do tiro das três armas, etc.
7. Haverá, além disso, para instrução de menores militares:
8. 1º Companhias de aprendizes militares;
9. 2º Companhias de aprendizes artífices dos arsenais de guerra;
10. 3º Escolas de aprendizes artilheiros de São João.”

- Decreto nº 10.222 de 5 de abril de 1889: Dá novo regulamento para o corpo militar de polícia da Corte.
- Decreto nº 10.223 de 5 de abril de 1889: Dá novo regulamento à casa de detenção da Corte.
- Decreto nº 10.226 de 5 de abril de 1889: Aprova o regulamento que altera as disposições do Decreto nº 5.881 de 27 de fevereiro de 1875, relativas ao processo de alistamento dos cidadãos para o serviço do Exército e Armada.
- Decreto nº 10.227 de 5 de abril de 1889: Aprova o regulamento para o serviço das obras militares do Império.
- Decreto nº 10.230 de 13 de abril de 1889: Dá regulamento para o Instituto de Higiene da Faculdade de Medicina do Rio de Janeiro.
- Decreto nº 10.231 de 13 de abril de 1889: Dá regulamento ao Laboratório do Estado (antigo Laboratório de Higiene, da mesma faculdade).
- Decreto nº 10.232 de 13 de abril de 1889: Regula o provimento dos lugares de membros da Inspetoria Geral de Higiene, delegados de higiene e nas paróquias urbanas, médico demografista, e de químicos do Laboratório do Estado.
- Decreto nº 10.236 de 27 de abril de 1889: Garante amortização e juro ao empréstimo que contrair a Associação Comercial do Rio de Janeiro para consolidação da dívida proveniente do edifício da nova praça do comércio.
- Decreto nº 10.237 de 1 de maio de 1889: Estabelece bases gerais para o transporte das bagagens, encomendas, animais e mercadorias transportadas pelas estradas de ferro do Império.
- Decreto nº 10.238 de 2 de maio de 1889: Cria escolas de aprendizes marinheiros nas províncias de Alagoas, Sergipe, Rio Grande do Norte e São Paulo.
- Decreto nº 10.244 de 31 de maio de 1889: Cria um conselho de assistência para a casa de São José, colônia de São Bento e asilo Conde de Mesquita (vid. Art. 10 da Lei 3.396 de 24 de novembro de 1888).